# 1986

## Події
- 8 січня — «Маніфест хакера».
- 21 січня — день обійм.
- 17 лютого  — у Люксембурзі підписаний Єдиний Європейський Акт (набрав чинності 1 липня 1987).
- 29 червня — у фіналі чемпіонату світу з футболу Аргентина виграла у ФРН.
- 30 червня — встановлені дипломатичні стосунки між СРСР і Вануату.
- Мілошевич очолив Комуністичну партію Сербії[1].

### Катастрофи
- 28 січня — одразу після старту вибухнув американський космічний човник «Челленджер», всі сім астронавтів загинули.
- 26 квітня — Чорнобильська катастрофа.
- 31 серпня — біля опівночі в Цемеській бухті недалеко від Новоросійська після зіткнення з вантажним судном «Петро Васєв» затонув найбільший на той час радянський туристичний лайнер «Адмірал Нахімов». З 1234 пасажирів та членів екіпажу загинуло 423 чоловік.

## Народились
Дивись також Категорія:Народились 1986
- 5 січня — Яна Шемякіна, українська шпажистка, олімпійська чемпіонка.
- 6 січня — Сергій Стаховський, український тенісист-професіонал.
- 12 січня — Злата Огнєвіч, українська співачка, колишня політична діячка, заслужена артистка АР Крим.
- 16 січня — Вікторія Литвиненко, українська акторка театру та кіно.
- 18 січня 
  - Віта Семеренко, українська біатлоністка, олімпійська чемпіонка.
  - Валя Семеренко, українська біатлоністка, олімпійська чемпіонка.
- 19 січня — Анастасія Коженкова, українська веслувальниця, олімпійська чемпіонка.
- 22 січня — Ольга Романовська, українська співачка, модель.
- 24 січня — Віталій Мандзюк, український футболіст.
- 11 лютого — Євген Капорін, український телеведучий та актор театру і кіно.
- 25 лютого — Джеймс Фелпс, британський актор.
- 26 лютого — Тереза Палмер, австралійська акторка.
- 1 березня — Карпович Мирослава, російська акторка театру та кіно українського походження.
- 5 березня 
  - Міка Ньютон, українська співачка та акторка.
  - Христина Шишпор, українська артистка балету, прима-балерина.
- 6 березня — Марія Фокіна, українська співачка, модель, акторка.
- 9 березня — Тимур Мірошниченко, український коментатор, ведучий.
- 14 березня — Джеймі Белл, англійський актор.
- 20 березня — Роман Луцький, український актор театру та кіно.
- 24 березня — Ярослава Литвин, українська письменниця.
- 28 березня — Леді Гага, американська співачка, авторка-виконавиця й акторка.
- 1 квітня — Дмитро Монатик, український співак, танцюрист, автор пісень.
- 2 квітня — Зоя Литвин, українська громадська діячка та підприємиця, голова громадської спілки «Освіторія».
- 17 квітня — Роман Грожан, французький автогонщик, який виступає у Формулі-1, пілот команди «Хаас».
- 2 травня — Катерина Тришина, українська бальна танцюристка.
- 5 травня — Віра Кекелія, українська співачка, учасниця гумористичного проєкту «Жіночий Квартал».
- 13 травня — Роберт Паттінсон, англійський актор, модель та музикант.
- 14 травня — Альоша, українська співачка та автор пісень.
- 16 травня — Меган Фокс, американська акторка, модель.
- 22 травня — Олексій Торохтій, український важкоатлет.
- 2 червня — Олександр Попов, український актор театру і кіно, телеведучий.
- 11 червня — Шая Лабаф, американський актор
- 5 липня — Юрій Чебан, український веслувальник-каноїст, дворазовий олімпійський чемпіон.
- 8 липня — Яна Глущенко, українська акторка, учасник проєктів «Дизель Студіо».
- 14 липня — Пелагея, фольк-рок-співачка, засновниця і солістка групи «Пелагея».
- 19 липня — Влад Дарвін, український співак, автор пісень.
- 31 липня — Олексій Дурнєв, український телеведучий, продюсер, актор.
- 8 серпня — Катерина Бондаренко, українська тенісистка, заслужений майстер спорту України.
- 29 серпня — Марк Дробот, український актор театру та кіно.
- 3 вересня — Юлія Мендель, українська журналістка. Прессекретар Президента України.
- 6 вересня — Дмитро Ступка, український актор театру та кіно.
- 12 вересня — Еммі Россум, американська акторка.
- 12 вересня — Алфі Аллен, англійський актор.
- 12 жовтня — Адам Макквейд, канадський хокеїст.
- 13 жовтня — Павло Тимощенко, український п'ятиборець, срібний призер Олімпійських ігор 2016 року.
- 14 жовтня — Сергій Костецький, український хореограф, призер чемпіонату світу з латиноамериканських танців.
- 22 жовтня — Ірина Сопонару, українська акторка театру і кіно, комікеса.
- 23 жовтня — Емілія Кларк, британська театральна, телевізійна та кіноакторка.
- 24 жовтня — Дрейк, канадський репер та актор.
- 3 листопада — Антонія Томас, британська кіноакторка ямайського походження.
- 7 листопада — Дмитро Чигринський, український футболіст.
- 8 листопада — Аарон Шварц, американський програміст, публіцист, інтернет-активіст, співзасновник проєкту Reddit.
- 11 листопада — Микита Вакулюк, український телеактор та модель.
- 19 листопада — Валерія Ходос, українська акторка театру і кіно.
- 21 листопада — Ігор Ласточкін, український актор, тренер «Ліги Сміху».
- 23 листопада 
  - Євген Клопотенко, український кулінарний експерт, шеф-кухар.
  - Владислав Криклій, міністр інфраструктури України.
- 6 грудня — Ілларія, українська співачка, композиторка та поетеса.
- 15 грудня — Сніжана Онопко, українська супермодель.
- 26 грудня — Кіт Герінґтон, англійський актор театру, кіно та телебачення.

## Померли
Дивись також Категорія:Померли 1986, Список померлих 1986 року
- 12 січня — Людвіг Бірман, німецький астроном
- 28 лютого — Улоф Пальме, шведський прем'єр-міністр.
- 11 березня — Сонні Террі (справжнє ім'я Сондерс Террелл), американський блюзовий музикант (нар. 1911).
- 9 травня  — Тенцинг Норгей, шерпський альпініст, який разом із новозеландським альпіністом Едмундом Гілларі в рамках британської експедиції 1953 року під проводом Джона Ханта вперше в світі підкорили найвищу вершину світу Еверест.
- 13 червня — Бенні Гудмен, американський джазмен, кларнетист, прозваний «королем свінгу»
- 2 травня — Валерій Польовий, український композитор.
- 13 травня — Ігнатенко Василь Іванович, Український пожежник Білоруського походження, ліквідатор аварії на Чорнобильській АЕС.Герой України
- 30 травня — Генк Моблі, американський джазовий саксофоніст.
- 14 червня — Хорхе Луїс Борхес, аргентинський письменник.
- 20 серпня  — Шестопал Матвій Михайлович, український журналіст, публіцист, науковець, кандидат філологічних наук, декан факультету журналістики Київського університету імені Тараса Шевченка у 1955—1957 роках. Репресований в роки СРСР за звинуваченням в «українському буржуазному націоналізмі».
- 25 вересня — Микола Миколайович Семенов, радянський хіміко-фізик, єдиний радянський лауреат Нобелівської премії з хімії (отримав в 1956 році спільно з Сирілом Гиншелвудом).
- 3 листопада — Едді «Локджо» Девіс, американський джазовий музикант (*1921).
- 25 листопада — сер Айван Вайтсайд Маґілл, британський анестезіолог ірландського походження.

## Нобелівська премія
- з фізики: Ернст Руска — «За роботу над електронним мікроскопом»; Герд Бінніг і Генріх Рорер — «За винахід скануючого тунельного мікроскопа».

- з хімії: Дадлі Роберт Гершбах, Ян Лі та Джон Чарлз Полані — «За внесок у розвиток досліджень динаміки елементарних хімічних процесів»
- з медицини та фізіології: Стенлі Коен та Рита Леві-Монтальчіні — «За відкриття факторів росту»
- з економіки: Джеймс М. Б'юкенен — «За розвиток договірних і конституційних основ теорії прийняття економічних і політичних рішень»
- з літератури: Воле Шоїнка
- Нобелівська премія миру: Елі Візель — «За прихильність тематиці присвяченій стражданням єврейського народу, жертвам нацизму»